# Norddeutscher Windhund-Rennverein
Der Norddeutsche Windhund-Rennverein e. V. ist ein Verein, der Hunderennen veranstaltet.

## Geschichte
Die Geschichte des Norddeutschen Windhund-Rennvereins beginnt in der Nachkriegszeit. Sie ist verbunden mit der Ausrichtung des Deutschen Windhund-Derbys.

### 20. Jahrhundert
Im Februar 1946 wurde in Hamburg der Verein Norddeutscher Windhundfreunde e. V. gegründet. Am 23. Februar 1946 wird in Hamburg der Verein Norddeutscher Windhundfreunde e.V. gegründet. Auf der Gründungsversammlung sind 22 Personen anwesend. Zum ersten Vorsitzenden wird Herr Dr. Karl Prior gewählt. Der Mitgliedsbeitrag beträgt 5,00 Reichsmark, der Jahresbeitrag 6,00 Reichsmark.
1948 richtete dieser auf einem Sportplatz in Altona sein erstes großes Rennen aus. Nicht Rasen oder Sand bildete den Boden, auf dem die Windhunde liefen, sondern verletzungsgefährlicher Grand. Trotzdem laufen sogar Greyhounds und alle anderen Windhundrassen verletzungsfrei. An dem Rennen nahmen nur Greyhounds, Whippets und Barsois teil.
Zwei Jahre später, 1950, erfolgte die Gründung der Windhund-Renngesellschaft mbH. Zweck der Gesellschaft war es auch, Windhundrennbahnen zu bauen und zu betreiben. In der Folge entstand die erste Rennbahn in Hamburg-Farmsen. Das Eröffnungsrennen fand dort am 21. Mai 1950 statt. 5000 Zuschauer waren anwesend.
Im darauf folgenden Jahr, 1951, wurde der Verein Norddeutscher Windhundfreunde e. V. umbenannt in Norddeutscher Windhund-Rennverein e. V.
1954 führte dieser das erste Deutsche Windhund-Derby durch. Auch im 21. Jahrhundert ist der NWR Veranstalter des Derbys. Für das Derby gemeldet waren 91 Windhunde, darunter auch Afghanische Windhunde; ein Novum in der Renngeschichte.
1960 fand erstmalig das Europa-Sieger-Rennen auf der Anlage statt. 1966 folgt die UICL-Europameisterschaft und 1974 erneut das Europa-Sieger-Rennen.
Seit 1992 ist der NWR kooperatives Mitglied des Deutschen Windhundzucht- und Rennverbandes (DWZRV).
1995 muss die Anlage in Hamburg-Farmsen geräumt und an die Stadt Hamburg zurückgegeben werden.

### 21. Jahrhundert
Rennen werden im 21. Jahrhundert nicht mehr in Farmsen, sondern am Höltigbaum gelaufen. Dort wurde im Jahr 2000 die 1995 demontierte Endlosanlage neu aufgebaut. Ein anderer Standort für die Rennbahn hatte gefunden werden müssen, weil der Pachtvertrag für das 1950 von der Stadt Hamburg ursprünglich für den Rennbetrieb zur Verfügung gestellte Gelände Ende des 20. Jahrhunderts gekündigt worden war.
Bereits 2001 werden die ersten Trainings gelaufen und auch das Hansa-Union-Rennen findet wieder statt. Dieses traditionsreiche Rennen richtet der NWR bis heute jährlich aus.
Erstmals 2004 richtete der Verein ein Rennen für Nichtwindhunde aus. Diese Spaßrennen oder „Jederhundrennen“, die immer am 1. Mai und 3. Oktober ausgerichtet werden, gehören seitdem zum Portfolio des NWR.
Im Jahr 2011 erfolgte die Umbenennung der Rennbahn am Höltigbaum in Günther-Schultze-Windhundstadíon. Günther Schultze gehörte zu den prägenden Persönlichkeiten der Vereinsgeschichte, u. a. war er Geschäftsführer der 1950 gegründeten Windhund-Renngesellschaft mbH. Günther Schultze, das Urgestein und der Motor des NWR stirbt am 19. März 2010 im Alter von 86 Jahren.
2018 wird die alte Schlepphasen-Anlage mit Verbrenner-Motor durch eine zeitgemäße elektrische Anlage ersetzt. Hierdurch reduziert sich nicht nur der CO2-Abdruck, sondern es wird auch leiser und damit für die Hunde stressfreier.